# Зажече-Єленевське
Зажече-Єленевське (пол. Zarzecze Jeleniewskie) — село в Польщі, у гміні Єленево Сувальського повіту Підляського воєводства.
Населення — 42 особи (2011).
У 1975-1998 роках село належало до Сувальського воєводства.

## Демографія
Демографічна структура станом на 31 березня 2011 року:
|          | Загалом | Допрацездатний вік | Працездатний вік | Постпрацездатний вік |
| -------- | ------- | ------------------ | ---------------- | -------------------- |
| Чоловіки | 21      | 5                  | 14               | 2                    |
| Жінки    | 21      | 1                  | 11               | 9                    |
| Разом    | 42      | 6                  | 25               | 11                   |